# 施泰赫利布克山
47°32′55.80″N 8°56′22.60″E / 47.5488333°N 8.9396111°E

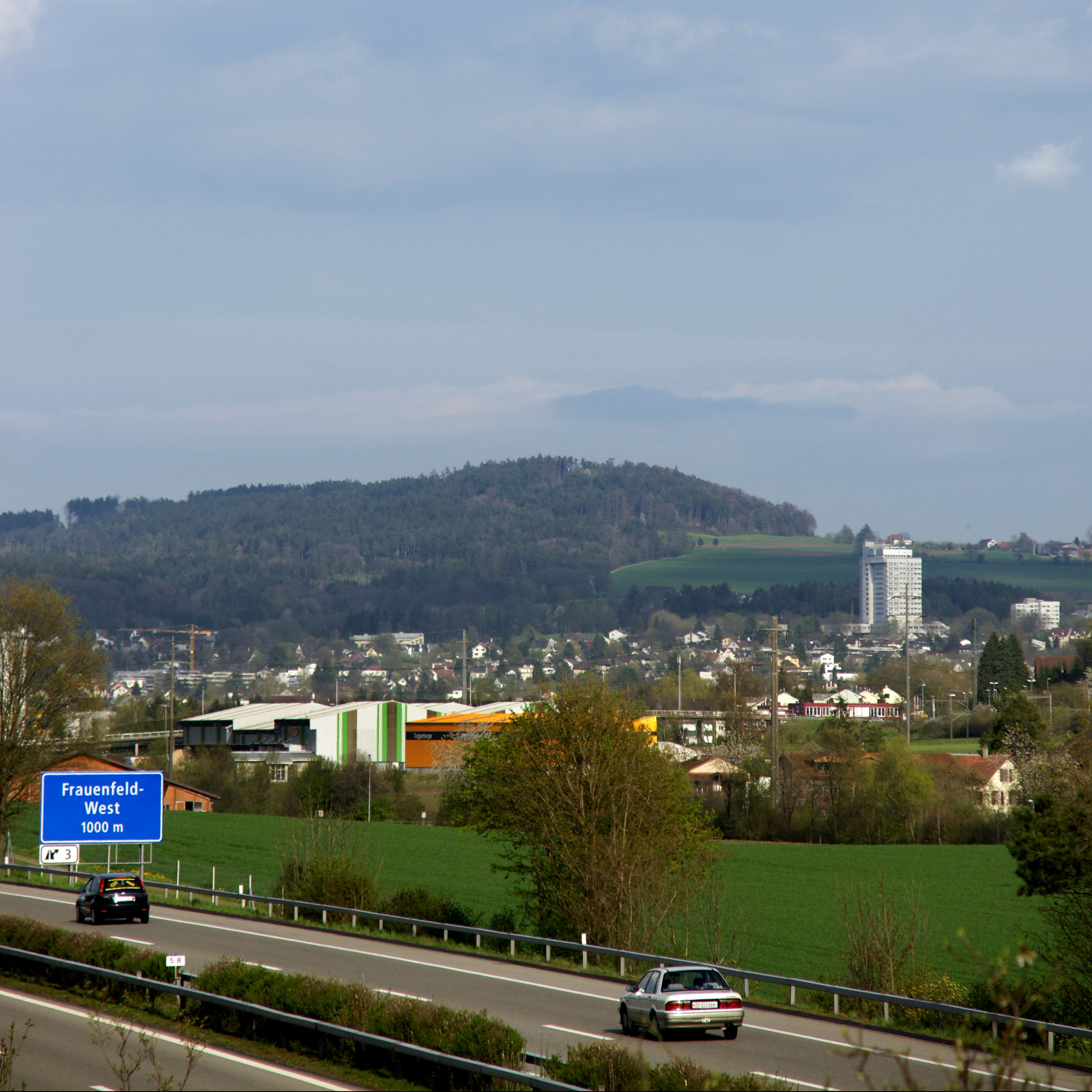

施泰赫利布克山（Stählibuck），是瑞士的山峰，位於該國東北部，由圖爾高州負責管轄，距離伯爾尼130公里，海拔高度655米，每年平均降雨量1,869毫米。